# ريتشارد وايلد ووكر
ريتشارد وايلد ووكر (بالإنجليزية: Richard Wilde Walker)‏ هو محامي وقاضي وسياسي أمريكي، ولد في 16 فبراير 1823 في هنتسفيل في الولايات المتحدة، وتوفي بنفس المكان في 16 يونيو 1874. حزبياً، نشط في الحزب الديمقراطي. وقد انتخب عضو مجلس نواب ألاباما.